# Rhododendron kendrickii
Rhododendron kendrickii är en ljungväxtart som beskrevs av Thomas Nuttall. Rhododendron kendrickii ingår i släktet rododendron, och familjen ljungväxter. Inga underarter finns listade i Catalogue of Life.

## Bildgalleri

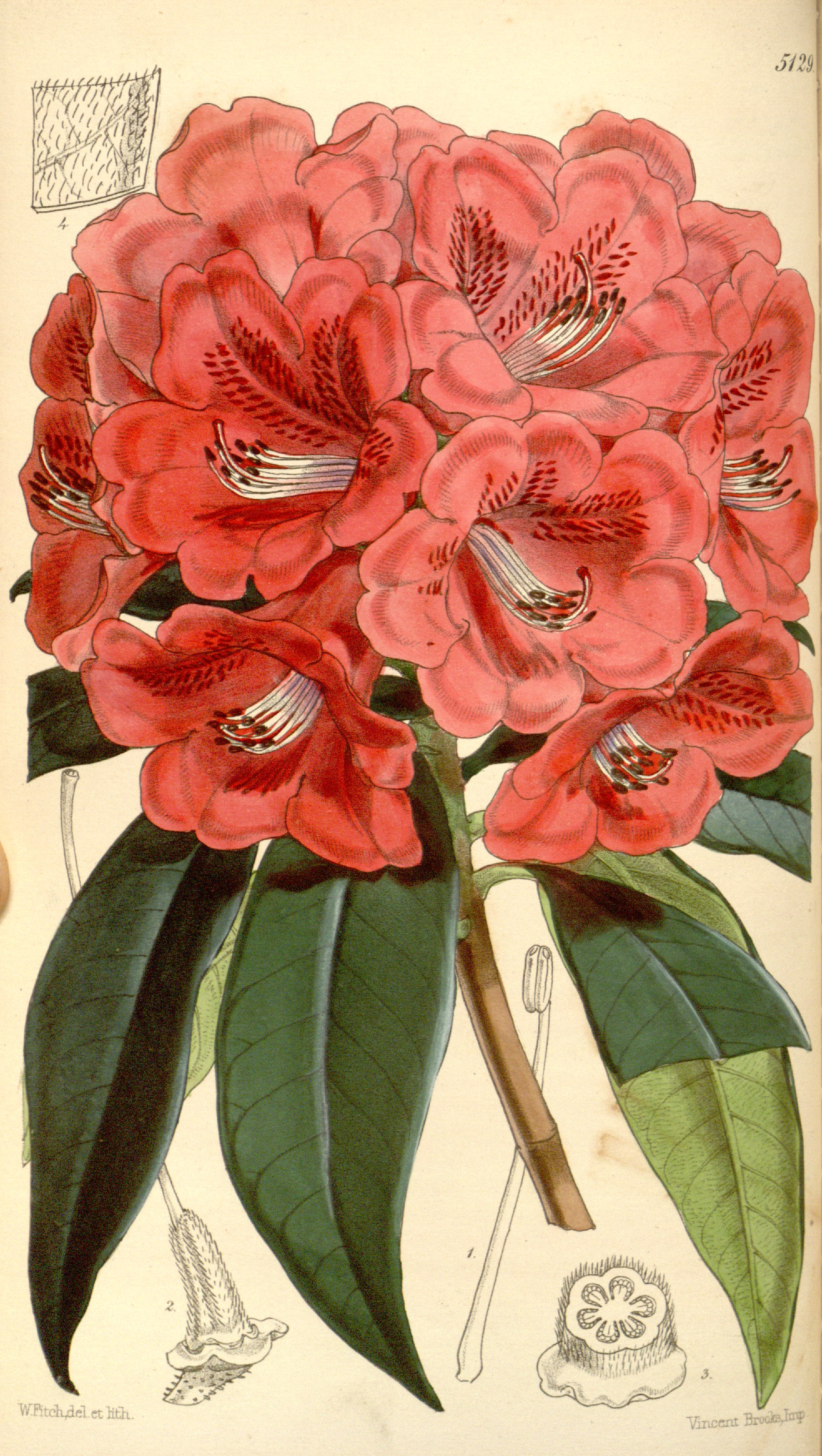